# Toni Servillo
Pour les articles homonymes, voir Servillo.
Marco Antonio Servillo dit Toni Servillo, né le 25 janvier 1959 à Afragola dans la ville métropolitaine de Naples, est un acteur de théâtre et de cinéma italien, également metteur en scène de théâtre et d'opéra.
Considéré comme l'un des meilleurs acteurs du siècle,, il a reçu au cours de sa carrière deux prix du cinéma européen, quatre David di Donatello, quatre Ruban d'argent, deux Globi d'oro, trois Ciak d'oro et un Marc Aurèle d'argent du meilleur acteur au Festival international du film de Rome.
Il a fait ses débuts au cinéma avec le film Mort d'un mathématicien napolitain (1992), puis avec Rasoi (1993), I vesuviani (1997) et Théâtre de guerre (1998), tous réalisés par Mario Martone. Il s'est fait connaître avec les rôles de Tony Pisapia dans L'Homme en plus (2001), de Titta Di Girolamo dans Les Conséquences de l'amour (2004) et de Giovanni Sanzio dans La Fille du lac (2006), films qui lui ont valu une nomination et deux David di Donatello du meilleur acteur.
En 2008, il est plebiscité pour ses prestations dans Gomorra de Matteo Garrone et Il divo de Paolo Sorrentino, remportant le Prix du cinéma européen du meilleur acteur pour ces deux films. Pour son interprétation de l'homme politique italien Giulio Andreotti dans Il divo, il a également remporté le David di Donatello et le Ruban d'argent. En 2010, il a remporté le Marc Aurèle d'argent du meilleur acteur au Festival international du film de Rome pour Une vie tranquille.
En 2013, il incarne Jep Gambardella dans le film lauréat de l'Oscar du meilleur film international, La grande bellezza de Paolo Sorrentino, pour lequel il remporte son quatrième David di Donatello et son deuxième prix du cinéma européen.

## Biographie

### Formation et carrière théâtrale
Toni Servillo est né en 1959 à Afragola dans la province de Naples d'un père ouvrier d'usine et d'une mère au foyer. Après avoir passé les quatre premières années de sa vie à Arquata Scrivia, dans la province d'Alessandria., il s'installe dans les années 1960 avec sa famille à Caserte. Fasciné dès l'enfance par le métier d'acteur, Servillo fréquente une école en internat, mais passe son baccalauréat dans une école publique. Autodidacte, il n'a jamais fréquenté d'école de théâtre. Dans les années 1970, il monte pour la première fois sur les planches dans Les Visions de Simone Machard (en) (Die Gesichte der Simone Machard) de Bertolt Brecht et fonde en 1977 à Caserte le théâtre d'avant-garde Teatro Studio, dans lequel il participe en tant que metteur en scène et comédien à des pièces telles que Propaganda (1979), Norma (1982) ou Billy le menteur (Billy il bugiardo, 1983), dans lesquelles il part en tournée en Italie et dans d'autres pays européens. Servillo a remporté le Premio Gennaro Vitiello pour Guernica, une pièce en un acte qu'il a écrite, dont il a assuré la mise en scène et le rôle principal.
À partir de 1986, Servillo rejoint la compagnie de théâtre indépendante napolitaine Falso Movimento (it) de Mario Martone. Sous la direction de Martone, il a joué dans la pièce Ritorno ad Alphaville et s'est présenté lui-même pour l'œuvre E... sur des textes d'Eduardo De Filippo. L'œuvre de l'acteur et auteur italien a inspiré Servillo pour d'autres mises en scène théâtrales au cours des années suivantes. Parmi celles-ci, citons Ha da passà a nuttata (1989) et la production Sabato, domenica e lunedì (it) (2002), récompensée par le prix Gassman, qu'il a mise en scène avec le Teatri Uniti (it), cofondé en 1987. Outre les sujets traditionnels du théâtre napolitain, Servillo s'est également attaqué à des auteurs étrangers tels que Molière (Le Misanthrope, 1995 ; Tartuffe, 2000) ou Marivaux (Les Fausses Confidences, 1998). Il a également mis en scène des opéras classiques sur les scènes italiennes et portugaises avec Les Noces de Figaro de Wolfgang Amadeus Mozart (2000), Ariadne auf Naxos de Richard Strauss (2003), Fidelio de Ludwig van Beethoven (2005) ou L'italiana in Algeri de Gioachino Rossini (2007).

### Début de carrière cinématographique

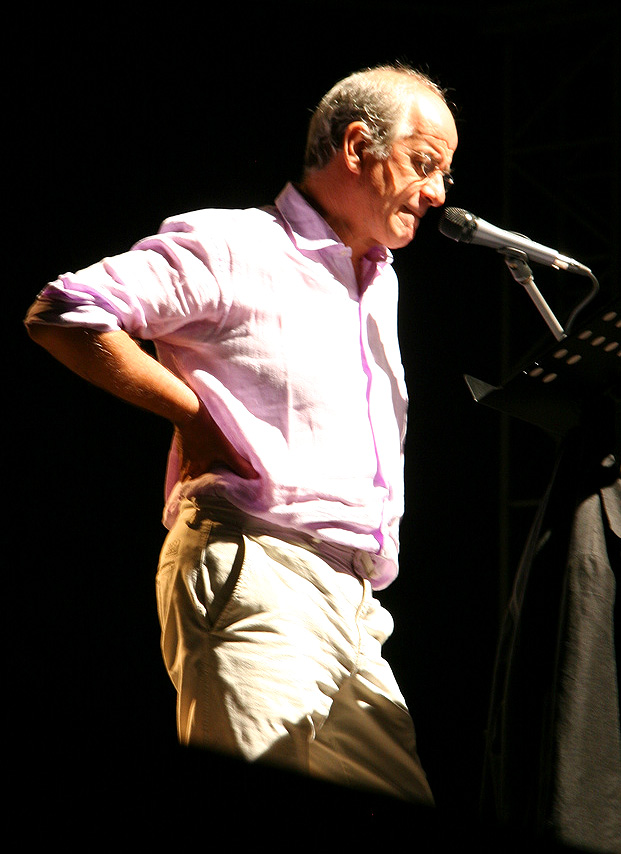
Toni Servillo en 2008.

Parallèlement à son travail au théâtre, Servillo fait ses débuts d'acteur de cinéma au début des années 1990 sous la direction de son compagnon Mario Martone. Aux côtés de Carlo Cecchi et Anna Bonaiuto, il apparaît en 1992 dans le drame primé Mort d'un mathématicien napolitain, suivi d'autres rôles dans les longs métrages de Martone, Rasoi (1993) et Théâtre de guerre (1998). La collaboration avec le jeune cinéaste Paolo Sorrentino, avec lequel il a travaillé pour la première fois en 2001 sur L'Homme en plus, lui a permis de percer en tant qu'acteur de cinéma en Italie. Dans ce drame inspiré des biographies du musicien Franco Califano et du footballeur Agostino Di Bartolomei, Servillo se glisse, en compagnie d'Andrea Renzi, dans le rôle d'un couple de frères dont les carrières couronnées de succès sont suivies d'une chute économique et sociale dans les années 1980. Pour le rôle du chanteur Tony Pisapia, qui se réfugie dans la toxicomanie et dans une relation avec une jeune fille mineure, l'acteur expérimental a été nommé pour la première fois pour les plus importants prix du cinéma italien, le David di Donatello et le Ruban d'argent du Sindacato nazionale giornalisti cinematografici italiani.
Servillo a pu renouer avec ce succès trois ans plus tard en tenant le rôle principal dans Les Conséquences de l'amour de Sorrentino, qui était en compétition au Festival de Cannes 2004. Louée par la critique pour sa subtilité et son élégance, cette étude de caractère sur un blanchisseur d'argent reclus qui exerce son activité pendant des années dans un hôtel de Suisse italophone a reçu en 2005 le David di Donatello du meilleur film italien de l'année. Servillo a également été plebiscité par la critique pour son « minimalisme magistral », qui a rappelé à certains Buster Keaton.

### Percée internationale avecGomorra,Il divoetLa grande bellezza
L'acteur est à l'apogée de son succès lors du Festival de Cannes 2008, alors qu'il est en compétition pour la Palme d'or avec des rôles principaux dans deux films différents. Sous la direction de Matteo Garrone, Servillo a joué le rôle d'un malicieux gestionnaire de déchets campaniens dans l'adaptation cinématographique du roman de Roberto Saviano Gomorra. Dans l'empire de la Camorra. Dans la satire politique Il divo de Paolo Sorrentino, l'acteur mime de manière masquée et avec des mouvements brusques le septuple Premier ministre italien Giulio Andreotti, à qui l'on prête également des liens avec la mafia. L'Italien fut alors considéré comme l'un des favoris pour le prix d'interprétation masculine, mais il fut devancé par Benicio del Toro, qui fut récompensé pour sa prestation dans le rôle de Che Guevara dans le diptyque Che. Quelques mois plus tard, Servillo a reçu le Prix du cinéma européen de la meilleure interprétation masculine pour Gomorra et Il divo, face à des collègues aussi prestigieux que James McAvoy (Reviens-moi) ou Mads Mikkelsen (Les Soldats de l'ombre). Toujours en 2008, il a reçu son deuxième David di Donatello pour le rôle principal de l'inspecteur de police taciturne dans La Fille du lac d'Andrea Molaioli, l'adaptation cinématographique d'un roman de l'écrivaine norvégienne Karin Fossum. Un an plus tard, il a de nouveau été récompensé par un David di Donatello et un Ruban d'argent pour sa prestation dans Il divo.

Toni Servillo dans le rôle de Jep Gambardella, protagoniste du film La grande bellezza (2013).

En 2010, il est un second rôle important dans Un balcon sur la mer de Nicole Garcia, aux côtés de Jean Dujardin et Marie-Josée Croze, puis le rôle principal d'Une vie tranquille de Claudio Cupellini. 
Il devient l'acteur fétiche de Sorrentino en collaborant avec lui une deuxième fois dans La grande bellezza (2013), qui traite des excès, de la décadence et des bavardages superficiels de la haute société romaine. Dans ce long-métrage, plébiscité par les critiques comme un hommage cinématographiquement raffiné à La dolce vita (1960) de Federico Fellini, Servillo s'est glissé dans le rôle de l'écrivain Jep Gambardella qui, avec l'âge, semble pris dans un tourbillon sans fin de luxe et de vacuité. La grande bellezza a été présenté pour la première fois dans le cadre du Festival de Cannes 2013 et a notamment remporté un an plus tard l'Oscar et le Golden Globe dans la catégorie Meilleur film en langue étrangère. En 2013, le film a été récompensé par quatre prix du cinéma européen, dont une nouvelle fois le prix d'interprétation pour Servillo. Il est ainsi, avec le Français Daniel Auteuil, le seul acteur à avoir été honoré deux fois par l'Académie européenne du cinéma.
Le 30 avril 2014, il se voit conférer la citoyenneté d'honneur de Naples lors d'une cérémonie officielle dans la Sala dei Baroni du Maschio Angioino, en présence d'autorités civiles et militaires et de représentants du monde de la culture et du spectacle de la ville.
Le 28 février 2015, l'Université Alma mater studiorum de Bologne lui décerne un diplôme honorifique en « Discipline della musica e del teatro »,.
En 2018, le long-métrage Silvio et les Autres marque une nouvelle collaboration avec Sorrentino. Pour son interprétation de l'ex-premier ministre italien et entrepreneur médiatique Silvio Berlusconi, Servillo a reçu sa dixième nomination pour le Ruban d'argent. Les critiques ont salué l'acteur pour son « charme » ou comme « artiste de la transformation » qui « s'est figé sur le visage un masque au sourire forcé, terrifiant par son inaltérabilité ».
En 2020, Servillo a été nommé pour la neuvième fois au David di Donatello du meilleur acteur pour sa prestation dans le thriller d'Igor Tuveri Cinq est le numéro parfait. Dans cette adaptation d'une bande dessinée, il tient le rôle principal d'un père qui voulait se venger de la mort de son fils dans le Naples des années de plomb. La même année, le Sindacato nazionale giornalisti cinematografici italiani lui a décerné le prix d'honneur après cinq récompenses.
En 2021, il a enchaîné sa huitième collaboration avec le réalisateur Sorrentino sur son film autobiographique La Main de Dieu, ainsi que le rôle principal dans le film biographique de Mario Martone Qui rido io, dans lequel il incarne le célèbre acteur de théâtre napolitain Eduardo Scarpetta (1853-1925). Les deux œuvres ont été sélectionnées en compétition de la Mostra de Venise 2021.
En 2022, il prête sa voix à l'audioguide du musée du Trésor de San Gennaro. La même année, il incarne le pape Paul VI dans la série Esterno notte de Marco Bellocchio et Luigi Pirandello dans le film La stranezza de Roberto Andò.

## Vie privée
Toni Servillo est marié depuis 1990 à Manuela La Manna ; deux fils (nés en 1996 et 2003) sont issus de ce mariage. Son frère est le chanteur Peppe Servillo, membre du groupe Piccola Orchestra Avion Travel, avec lequel il a tourné en 2007 dans le long métrage Lascia perdere, Johnny! de Fabrizio Bentivoglio.

## Filmographie
- 1992 : Mort d'un mathématicien napolitain (Morte di un matematico napoletano) de Mario Martone : Pietro, mathématicien ami de Renato
- 1993 : Rasoi de Mario Martone  : le guappo
- 1997 : I vesuviani, segment La salita de Mario Martone : Antonio, le maire
- 1998 : Théâtre de guerre (Teatro di guerra) de Mario Martone : Franco Turco
- 2001 : L'Homme en plus (L'uomo in più) de Paolo Sorrentino : Tony Pisapia
- 2001 : Luna rossa d'Antonio Capuano : Amerigo
- 2004 : Les Conséquences de l'amour (Le conseguenze dell'amore) de Paolo Sorrentino : Titta Di Girolamo
- 2004 : Notte senza fine d'Elisabetta Sgarbi (it) : Salem
- 2004 : Incidenti de Miloje Popovic, Alos Ramon Sanchez et Toni Trupia (it) : narrateur
- 2005 : Sabato, domenica e lunedì (téléfilm) de Paolo Sorrentino : Peppino Priore
- 2007 : La Fille du lac (La ragazza del lago) d'Andrea Molaioli : Commissario Sanzio
- 2007 : Lascia perdere, Johnny! de Fabrizio Bentivoglio : Maestro Domenico Falasco
- 2008 : Gomorra de Matteo Garrone : Franco
- 2008 : Il divo de Paolo Sorrentino : Giulio Andreotti
- 2010 : Un tigre parmi les singes (Gorbaciof) de Stefano Incerti : Marino Pacileo, alias Gorbaciof
- 2010 : Frères d'Italie (Noi credevamo) de Mario Martone : Giuseppe Mazzini
- 2010 : Un balcon sur la mer de Nicole Garcia : Sergio Bartoli, collègue de Marc
- 2010 : Une vie tranquille (Una vita tranquilla) de Claudio Cupellini : Rosario Russo, 50 ans, chef de l'hôtel-restaurant Da Rosario
- 2011 : L'Empire des Rastelli (Il gioiellino) d'Andrea Molaioli : Ernesto Botta
- 2011 : L'Autre mer (Τριλογία 3: Η άλλη θάλασσα) de Theo Angelopoulos — film inachevé
- 2012 : La Belle Endormie (Bella addormentata) de Marco Bellocchio : Uliano Beffardi
- 2012 : Mon père va me tuer (È stato il figlio) de Daniele Ciprì : Nicola Ciraulo, le chef de famille
- 2013 : La grande bellezza de Paolo Sorrentino : Jep Gambardella
- 2013 : Viva la libertà de Roberto Andò : Enrico Oliveri / Giovanni Ernani
- 2016 : Les Confessions (Le confessioni) de Roberto Andò : Roberto Salus
- 2017 : La Fille dans le brouillard (La ragazza nella nebbia) de Donato Carrisi : Vogel
- 2018 : Silvio et les Autres (Loro) de Paolo Sorrentino : Silvio Berlusconi
- 2018 : Hitler vs Picasso et les autres (Hitler contro Picasso e gli altri) de Claudio Poli : narrateur
- 2019 : Cinq est le numéro parfait (Cinque è il numero perfetto) de Igort : Peppino Lo Cicero
- 2019 : La Fameuse Invasion des ours en Sicile (La famosa invasione degli orsi in Sicilia) de Lorenzo Mattotti : Léonce, roi des ours (voix italienne)
- 2019 : L'Homme du labyrinthe (L'uomo del labirinto) de Donato Carrisi : Bruno Genko
- 2021 : La Main de Dieu (È stata la mano di Dio) de Paolo Sorrentino : Saverio Schisa
- 2021 : Qui rido io de Mario Martone : Eduardo Scarpetta
- 2021 : Ariaferma de Leonardo di Costanzo : Gaetano Gargiulo
- 2022 : Esterno notte (mini-série télévisée) de Marco Bellocchio : le pape Paul VI
- 2022 : La stranezza de Roberto Andò : Luigi Pirandello
- 2023 : Il primo giorno della mia vita de Paolo Genovese : l'homme
- 2023 : Il ritorno di Casanova de Gabriele Salvatores : Leo Bernardi
- 2023 : Adagio de Stefano Sollima : Daytona
- 2024 : Caracas de Marco D'Amore : Giordano Fonte
- 2024 : Lettres siciliennes (Iddu) de Fabio Grassadonia et Antonio Piazza : Catello

Toni Servillo est également narrateur, en italien, de huit films, dont L'Homme qui plantait des arbres (1987) et Croc-Blanc (2018), et double un personnage dans les versions animées italiennes du Petit Prince (2015) et du Livre de la jungle (2016).

## Livres audio
Toni Servillo est le narrateur de cinq livres audio en italien, incluant l’édition originale du roman de Paolo Sorrentino, Ils ont tous raison (2010, Hanno tutti ragione).

## Théâtre
- 2014 : La voci di dentro d'Eduardo De Filippo, mise en scène Toni Servillo, MC93 Bobigny

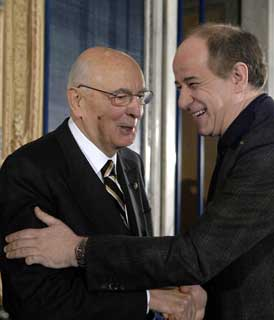
Toni Servillo, saluant le président de la République italienne, Giorgio Napolitano, en 2007.

- 2019 : Elvire Jouvet 40 de Brigitte Jaques-Wajeman, mise en scène Toni Servillo, Athénée théâtre Louis-Jouvet

## Distinctions
- 2005 : David di Donatello du meilleur acteur pour Les Conséquences de l'amour
- 2008 : David di Donatello du meilleur acteur pour La Fille du lac
- 2008 : Prix du meilleur acteur européen pour Gomorra et Il divo
- 2009 : David di Donatello du meilleur acteur pour Il divo
- 2010 : Meilleur acteur au Festival international du film de Rome pour Una vita tranquilla
- 2013 : Prix du meilleur acteur européen pour La grande bellezza
- 2014 : David di Donatello du meilleur acteur pour La grande bellezza